# Јасмин ел Бустами
Јасмин ел Бустами (енгл. Yāsmīn al-Busṭāmī) је арапска телевизијска и филмска глумица.
Ел Бустамијева је најпознатија по улози посебне агенткиње Луси Таре у серији Морнарички истражитељи: Хаваји.